# باشگاه فوتبال بیدفورد
باشگاه فوتبال بیدفورد (به انگلیسی: Bideford Association Football Club) یک باشگاه فوتبال در شهر بیدفورد، کشور انگلستان است که در سال ۱۹۴۶ میلادی تأسیس شده‌است.